# خوش‌خوانیان
خوش‌خوانیان (به لاتین: Euphoniinae)، یک زیرخانواده از سهرگان بومی قلمرو نوگرمسیری و شامل دو سرده سهره‌های خوش‌خوان و سهره‌های رنگین است.